# Johannes Mario Simmel
Johannes Mario Simmel, född 7 april 1924 i Wien, död 1 januari 2009 i Zug i Schweiz, var en österrikisk författare.
Simmels föräldrar härstammade båda från Hamburg. Hans far Walter Simmel var kemist och hans mor Lisa (född Schneider) var förläggare vid filmbolaget Wien-film. Simmel växte upp i Österrike och England och utbildade sig till kemiingenjör. Under andra världskriget var han stationerad vid den elektrokemiska forskningsavdelningen hos Kapsch.
Efter andra världskriget arbetade han härnäst som journalist, översättare och tolk för den amerikanska militärregeringen. Som kulturredaktör hos "Welt am Abend" skrev han filmkritik och följetonger. 1947 publicerades hans första novellsamling betitlad Begegnung im Nebel. Från 1950 arbetade Simmel för den illustrerade tidskriften "Quick" där han företog sig flera reportageresor i Europa och över Atlanten.
Simmel skrev faktaberättelser och serieromaner under flera pseudonymer och mellan 1950 och 1962 skrev han ensam eller tillsammans med andra författare sammanlagt 22 filmmanuskript. Efter sin första stora framgång med "Quick"-serien Es muss nicht immer Kaviar sein (svensk titel: Inte bara kaviar) koncentrerade han sitt författande till underhållningslitteratur som ändå berörde samhällspolitik som våld mot invandrare och droghandel.
Ledmotivet i flera av hans verk är förhållandet mellan gott och ont samt hans lidelse för pacifism. Simmel har sedan sitt genombrott varit en av de mest lästa tyskspråkiga författarna och flera av hans böcker har filmatiserats.

## Utmärkelser
Simmel har tilldelats flera utmärkelser, bland andra tyska frimurarnas litteraturpris 1982, Hermann Kestenmedaljen av tyska PEN-klubben 1993 och den tyska förtjänstmedaljen Bundesverdienstkreuz 1. Klasse 2005.